# میلاگرد
میلاگرد، روستایی از توابع بخش مرکزی شهرستان فریدون‌شهر در استان اصفهان ایران است. 

## مردم
سابقا ارمنی ها زندگی می کردند که عمداتا به اصفهان مهاجرت کردند و امروزه بیشتر مردم روستا از ایل بختیاری می باشند.

## جمعیت
این روستا در دهستان برف انبار قرار دارد و براساس سرشماری مرکز آمار ایران در سال ۱۳۸۵، جمعیت آن ۶۲۲ نفر (۱۳۳خانوار) بوده‌است.